# ونیزل
ونیزل (به فرانسوی: Venizel) یک کمون در فرانسه است که در پیکاردی واقع شده‌است.

## خصوصیات
ونیزل ۳٫۷۱ کیلومترمربع مساحت و ۱٬۳۷۷ نفر جمعیت دارد و ۴۵ متر بالاتر از سطح دریا واقع شده‌است.